# Мирко Томић
Мирко Томић (Парцане, код Варварина, 19. април 1909 — Београд, 17. јануар 1943) био је учесник Народноослободилачке борбе и народни херој Југославије.

## Биографија
Рођен је 19. априла 1909. године у селу Парцане, код Варварина. Његови родитељи су били земљорадници и имали су шесторо деце, а Мирко је био најмлађи. Основну школу је завршио 1921. године у селу Залоговац, а гимназију је похађао од 1921. до 1928. у Крушевцу. Пошто су му родитељи били слабијег имовинског стања, током школовања у Крушевцу, морао је сам зарађивати за живот — радећи разне послове и давајући приватне часове слабијим ученицима. Потом је од 1929. до 1938. студирао на Правном факултету у Београду. Дипломирао је 27. јуна 1938. године.

### Револуционарна активност
Заједно са другим сиромашним студентима Београдског универзитета, 1931. био је иницијатор стварања студентске задруге и организатор набављања млека, а од 1932. до 1933. био је председник студентске задруге „Самопомоћ“. Још као ученик Крушевачке гимназије, приступио је револуционарном омладинском покрету, а за време студија је активно учествовао у свим акцијама студентског револуционарног покрета. У почетку је био је један од најистакнутијих представника земљорадничке левице на Универзитету, а 1932. примљен је у чланство Комунистичке партије Југославије (КПЈ). Јануара 1933. на изборима за Управу Правничког удружења, његовом иницијативом, група студента-левих земљорадника иступала је заједно са студентима-марксистима. У периоду од 1933. до 1936. био је једна од најистакнутијих личности студентског покрета — организатор и говорник на многим зборовима и штрајковима студената. После студентског штрајка, фебруара 1935. полиција га је као једног од организатора ухапсила, а након дужег полицијског притвора, протеран је у родно место.
По повратку у село, активно је политички радио са сељацима из свог и околних села, због чега је поново ухапшен. У периоду од 1935. до 1937, по задатку КПЈ, радио је на стварању организације „Народни фронт Слободе“, која је окупљала сиромашне и незадовољне сељаке. Био је и организатор многих скупова широм Србије и Војводине — у Шапцу, Алексинцу, Крушевцу, Ваљеву, Јагодини, Новом Бечеју, Мокрину и др. Учествовао је и у преговорима око стварања Јединствене радничке партије, за шта је добио овлашћења од руководства КПЈ. У овом периоду одлазио је у Беч, где се тада налазило седиште Централног комитета КПЈ.
После полицијске провале, у Покрајински комитет КПЈ за Војводину, новембра 1936. ухапшен је с већом групом комуниста и скоро годину дана је провео у полицијском притвору. Септембра 1937. изведен је пред Државни суд за заштиту државе, али је услед недостатка доказа ослобођен оптужбе и пуштен на слободу. Упоредо са чланством у илегалној КПЈ, био је члан Главног одбора Савеза земљорадника и вођа њеног левог крила. Августа 1938, после сукоба са Драгољубом Јовановићем, председником и главним идеологом странке, напустио је ову странку и у потпуности се посветио илегалном партијском раду.
Године 1939. укључен је у чланство Месног комитета КПЈ за Београд и Повереништва за Београдски округ, а нешто касније и у чланство Покрајинског комитета КПЈ за Србију. У јесен 1940. учествовао је у раду Окружне конференције КПЈ за Београд, на којој је задужен за рад на селу. Почетком септембра 1940. упућен је у партијску школу ЦК КПЈ у Макарској, а по њеном завршетку организовао је неколико мањих партијских курсева.

### Народноослободилачка борба
После Априлског рата и окупације Југославије априла 1941. отишао је у Крушевац, где је помагао руководству и члановима Окружног комитета КПЈ да среде стање и прилагоде се новим условима рада. Био је учесник седнице Покрајинског комитета КПЈ за Србију, одржане 23. јуна 1941, на којој је именован за инструктора за Крушевац и Краљево (инструктори су имали задатак да раде на војним и партијским питањима у вези организовања устанка). Био је један од организатора Расинског партизанског одреда, а касније је именован за члана Главног штаба НОП одреда Србије. Током периода Ужичке републике, био је члан Главног Народноослободилачког одбора Србије у оквиру кога је био задужен за снабдевање и народно здравље — организовао је снабдевање партизанских болница и позадине, а приликом повлачења из Ужица био је одговоран за евакуацију болница и рањеника.
Након пада Ужичке републике и повлачења у Санџак, 1. децембра 1941. у селу Радоиња, код Нове Вароши, присуствовао је састанку Врховног штаба НОПОЈ, на којој је одлучено да предводи групу бораца, који су сачињавали делови Посавског и Космајског партизанског одреда са укупно око стотинак бораца, која би се вратили у окупирану Србију и придружила се Мачванском и Ваљевском партизанском одреду који су остали у Србији. Тада је именован за команданта Главног штаба НОП одред Србије, а поред њега за чланове Штаба именовани су Радивоје Јовановић и Милорад Милатовић, као и Петар Стамболић и Милинко Кушић, који нису успели да се пробију у Србију. У току децембра 1941. у западној Србији налазило се око 1.500 партизанских бораца, који су од стране Немаца били опкољени на подручју планина Медведник—Повлен—Маљен—Сувобор. Према првобитном плану Врховног штаба, требало је да ови Одреди остану на овим теренима до пролећа, када би се поново распламсао устанак. Због интензивираног антипартизанског рада четничког покрета, као и других квислиншких покрета у овим крајевима, као и зиме која је била веома јака, партизанске јединице су остале одсечене од Врховног штаба, али и од сеоске базе. Зима је те године, била веома јака са високим снегом, па Одреди нису могли да се допуњују људима, због чега је дошло до деморалисања бораца и осипања Одреда. Поред тога сваки од Одреда је желео да се врати у свој крај, што је условило растурање ове јаче формације у мање које су до краја марта 1942. потпуно уништене, осим пар десетина бораца и дела руководства.
У току овог периода, Томић је безуспешно покушавао да активира Одреде у осталим крајевима Србије, како би спласнуо притисак на партизанску формацију у западној Србији. Крајем јануара 1942, након напада квислиншких снага, одлучено је да није могуће бранити територију у западној Србији, тако да су борци подељени у две групе кренули у Рађевину и на Сувобор. Међутим, ускоро су се Одреди нашли опкољени на Сувобору и Маљену. На саветовању Главног штаба НОПО Србије, одржаном 15. марта 1942. на Маљену, одлучено је да се сваки Одред упути на своју територију и презими зиму, међутим убрзо након тога су скоро сви Одреди уништени, осим делова Ваљевског одреда, који се пребацио у Босну. Након распада јединица, Томић је на себе преузео одговорност за неуспех спровођења одлука Врховног штаба НОПОЈ, који реално нису били изводљиви због промене стања у Србији након напуштања главнине партизанских снага, тешке зиме и јаких активности квислиншких снага, које су знатно ојачале у овим крајевима.
Маја 1942. Томић је отишао у Београд, где је успоставио везе са Месним комитетом КПЈ за Београд и Покрајинским комитетом КПЈ за Србију. Августа 1942. смењен је са места команданта Главног штаба НОП одреда Србије, а у каснијем периоду радио је на организовању ослободилачке борбе у Београду. Страдао је почетком 1943. приликом полицијске провале у партијску организацију Београда. Након хапшења Милице Дачић, агенти Специјалне полиције су 17. јануара 1943. отишли у стан у коме је живела и поставили заседу, у случају да дође неко од илегалаца. Група илегалаца, која је становала у истом стану у Улици кнеза Павла на Дедињу, након што је увидела да је Милица дуго одсутна, напустила је стан и прешла на Пашину брдо.
Како би проверио да ли је стан, који су раније користили, безбедан и сазнао шта се догодило са илегалцима, Томић је са Вером Ненадовић 17. јануара 1943. отишао до стана. Док га је Ненадовићева чекала напољу у близини Железничке болнице Томић је ушао у стан, али како је тамо затекао агенте почео је да бежи низ улицу. У размени ватре са четворицом агената Специјалне полиције тешко је рањен на углу улица кнеза Павла и Леди Кауди. Како је још увек давао знаке живота, заједно са Вером Ненадовић, која је ухапшена, стваљен је у полицијска кола и одвезден у Државну болницу, али је истог дана преминуо.
Неколико дана након погибије, Главни штаб НОП одреда Србије, донео је одлуку да Расински партизански одред, понесе његово име. Указом Председништва Антифашистичког већа народног ослобођења Југославије (АВНОЈ), 6. јула 1945, међу првим борцима Народноослободилачке војске, проглашен је за народног хероја.
После ослобођења Југославије, његови посмртни остаци су сахрањени у Алеји бораца Народноослободилачког рата на Новом гробљу у Београду. Његово име носи Основна школа „Херој Мирко Томић” у селу Доњи Крчин, која је највећа школа у општини Варварин, чија истурена одељења се налазе у још осам места — Пајковцу, Тољевцу, Карановцу, Малој Крушевици, Горњем Крчину, Залоговцу, Парцанима и Маренову, као и основна школа „Мирко Томић” у селу Обреж.